# ناوچه دیلمان
| ناوچه دیلمان ایران · | ناوچه دیلمان ایران ·                 |
| -------------------- | ------------------------------------ |
| ناوشکن دیلمان        |                                      |
| اطلاعات کلی          |                                      |
| نوع کشتی             | ناوچه                                |
| کلاس                 | کلاس موج                             |
| کشور سازنده          | ایران                                |
| ورود به ناوگان       | ۶ آذر ۱۴۰۲                           |
| مشخصات               |                                      |
| طول کشتی             | ۹۵ متر                               |
| پهنای بدنه           | ۱۱ متر                               |
| بارگیری استاندارد    | ۱٫۵۰۰ تن                             |
| تعداد خدمه           | ۸۰ + ۶۴ (۶۴ نفر عملیات ویژه و مأمور) |
| سرعت                 | ۳۰ گره دریایی (۵۵ کیلومتر بر ساعت)   |
| جنگ‌افزارها           |                                      |
| توپخانه              | توپ دریایی ۴۰ میلیمتری فتح           |
| سیستم موشکی          | موشک قادر، قدیر                      |
| توپخانه ضدهوایی      | توپ شش‌لول ۳۰ میلی‌متری کمند           |
| سرنوشت               |                                      |

ناوچهٔ دیلمان یک کشتی جنگی کلاس موج نیروی دریایی ارتش جمهوری اسلامی ایران است که با طراحی و تحت نظارت نیروی دریایی ارتش و توسط سازمان صنایع دریایی ساخته شده‌است.
دیلمان، پنجمین فروند از ناوچه‌های کلاس موج، تحت نظارت نیروی دریایی ارتش جمهوری اسلامی ایران است و از ۶ آذر ۱۴۰۲ به ناوگان شمال نیروی دریایی راهبردی ارتش الحاق شد. این ناوچه قابلیت‌های پدافندی، آفندی و رهگیری همزمان اهداف هوایی، سطحی و زیرسطحی دارد و مجهز به سامانهٔ جامع مدیریت نبرد و جنگ الکترونیک است. دیلمان همچنین قابلیت ردیابی جنگنده‌ها و موشک‌های کروز را دارد.
دیلمان با وزن ۱۵۰۰ تُن یک ناوچه به‌شمار می‌آید زیرا در دسته‌بندی‌های نظامی، شناورهای کمتر از ۷۰۰۰ تُن، ناوچه نامیده می‌شوند اما این ناوچه در رسانه‌های داخلی ایران، یک «ناوشکن» عنوان شده‌است.

## جنگ‌افزارها
ناوچهٔ دیلمان دارای توپ سینهٔ ۷۶ میلی‌متری از نوع فجر ۲۷ است. این ناوچه دارای دو باکس چهارتایی و در مجموع ۸ پرتابگر موشک‌های ضدکشتی نور یا مدل‌های مشابه مانند قادر و قدیر و رادار آرایه فازی چشم عقاب است. دیلمان همچنین دارای یک سامانهٔ دفاع ضدهوایی کمند (توپ شش‌لول ۳۰ میلی‌متری) است که تنها بخش پشتی و طرفین کشتی را پوشش می‌دهد. دیلمان در حال حاضر فاقد سامانه‌های موشکی ضدهوایی است که این ناوچه را در مقابل تهدیدات هوایی و موشکی، بسیار آسیب‌پذیر می‌سازد.